# 1904年全米選手権 (テニス)
1904年 全米選手権（1904ねんぜんべいせんしゅけん）に関する記事。

## 大会の流れ
- 1881年から1967年まで、全米選手権は各部門が個別の名称を持ち、大会会場も別々のテニスクラブで開かれた。これが他の3つのテニス4大大会と大きく異なる点である。
  - 男子シングルス　名称：全米シングルス選手権（U.S. National Singles Championship）／会場：ロードアイランド州、ニューポート・カジノ　（最初の会場、1914年まで）
  - 男子ダブルス　名称：全米ダブルス選手権（U.S. National Doubles Championship）／会場：ロードアイランド州、ニューポート・カジノ　（最初の会場に戻る。1894年-1914年まで）
  - 女子シングルス　名称：全米女子シングルス選手権（U.S. Women's National Singles Championship）／会場：ペンシルベニア州、フィラデルフィア・クリケット・クラブ　（女子部門競技はすべてこの会場、1887年-1920年まで）
  - 女子ダブルス　名称：全米女子ダブルス選手権（U.S. Women's National Doubles Championship）／会場：フィラデルフィア・クリケット・クラブ　（1889年-1920年まで）
  - 混合ダブルス　名称：全米混合ダブルス選手権（U.S. Mixed Doubles Championship）／会場：フィラデルフィア・クリケット・クラブ　（1892年-1920年まで）
- 男女シングルスでは、「チャレンジ・ラウンド」（Challenge Round, 挑戦者決定戦）と「オールカマーズ・ファイナル」（All-Comers Final）で優勝を決定した。男子シングルスでは第4回大会の1884年から実施されてきたが、女子シングルスは第2回競技の1888年から行われた。
  - 大会前年度優勝者を除く選手は「チャレンジ・ラウンド」に出場し、前年度優勝者への挑戦権を争う。前年度優勝者は、無条件で「オールカマーズ・ファイナル」に出場できる。チャレンジ・ラウンドの勝者と前年度優勝者による「オールカマーズ・ファイナル」で、当年度の選手権優勝者を決定した。
  - この年は、男子シングルスの前年度優勝者ローレンス・ドハティーが参加しなかった。前年度優勝者が出場しなかった場合は「オールカマーズ・ファイナル」がなくなるため、チャレンジ・ラウンドの決勝結果を優勝記録表に掲載する。
  - 本年度の女子シングルスでは、出場選手が17名に増えた。本記事では準々決勝以後の記録を掲載する。初期の全米選手権女子部門は、参加選手の多い年と少ない年のばらつきがあったと考えられる。
- 初期の全米選手権のように、外国人出場者が少なかった時期は、地元アメリカ人選手の国籍表示を省略する。

## 大会前年度優勝者
- 男子シングルス： ローレンス・ドハティー　［大会不参加、アメリカに遠征せず］
- 女子シングルス：エリザベス・ムーア
- 男子ダブルス： レジナルド・ドハティー＆ ローレンス・ドハティー　［大会不参加、アメリカに遠征せず］
- 女子ダブルス：エリザベス・ムーア＆キャリー・ニーリー
- 混合ダブルス：ハリー・アレン＆ヘレン・チャップマン

## 男子シングルス

### チャレンジラウンド
準々決勝
- ウィリアム・ラーンド vs. ビールズ・ライト　6-1, 6-0, 6-3
- ウィリアム・クローシャー vs. アルフォンゾ・ベル　6-3, 7-5, 6-3
- ホルコム・ウォード vs. フレッド・アレクサンダー　6-4, 9-7, 7-5
- エドガー・レナード vs. ナサニエル・ナイルズ　6-0, 6-1, 6-1

準決勝
- ウィリアム・クローシャー vs. ウィリアム・ラーンド　6-4, 3-6, 2-6, 6-2, 6-3
- ホルコム・ウォード vs. エドガー・レナード　6-3, 6-4, 6-4

決勝
- ホルコム・ウォード vs. ウィリアム・クローシャー　10-8, 6-4, 9-7　（ここで優勝決定。ウォードが本大会の優勝者になる）

## 女子シングルス

### チャレンジラウンド
準々決勝
- ヘレン・ホーマンズ vs. キャリー・ニーリー　7-5, 11-9
- ミリアム・ホール vs. マリー・ワイマー　6-3, 6-2
- サラ・コフィン vs. クララ・チェイス　6-3, 6-2
- メイ・サットン vs. フランセス・ストーテスベリー　6-1, 6-0

準決勝
- ヘレン・ホーマンズ vs. ミリアム・ホール　6-4, 6-3
- メイ・サットン vs. サラ・コフィン　6-1, 6-0

決勝
- メイ・サットン vs. ヘレン・ホーマンズ　6-1, 6-1

### オールカマーズ決勝
- メイ・サットン vs. エリザベス・ムーア　6-1, 6-2　（サットンが本大会の優勝者になる）

## 決勝戦の結果
- 男子シングルス：ホルコム・ウォード vs. ウィリアム・クローシャー　10-8, 6-4, 9-7　［チャレンジラウンド決勝］
- 女子シングルス：メイ・サットン vs. エリザベス・ムーア　6-1, 6-2　［オールカマーズ決勝］
- 男子ダブルス：ホルコム・ウォード＆ビールズ・ライト vs. クレイ・コリンズ＆レイモンド・リトル　1-6, 6-2, 3-6, 6-4, 6-1
- 女子ダブルス：メイ・サットン＆ミリアム・ホール vs. エリザベス・ムーア＆キャリー・ニーリー　3-6, 6-3, 6-3
- 混合ダブルス：ウィリー・グラント＆エリザベス・ムーア vs. トレバニオン・ダラス＆メイ・サットン　6-2, 6-1